# Cordón del Vístula
El cordón del Vístula (en polaco: Mierzeja Wiślana; en ruso: Балтийская коса; en alemán: Frische Nehrung) es un cordón litoral o gran barra arenosa que divide la laguna del Vístula de la bahía de Gdansk. Esta estrecha península está dividida entre Polonia (voivodatos de Pomerania y Varmia y Masuria) y Rusia (óblast de Kaliningrado).

## Historia
Durante siglos el cordón litoral tuvo una brecha en la mitad, permitiendo que la ciudad de Elbląg, que en aquellos momentos estaba bajo dominio de la Orden Teutónica, tuviera una salida al mar Báltico, con el consiguiente florecimiento de la ciudad. La sedimentanción que porta el Vístula provocó el cierre natural del cordón y por tanto la decadencia de las ciudades en torno a la laguna del Vístula, incentivada además por la incorporación de Gdansk a la Orden Teutónica, por la directa salida al mar Báltico de esta ciudad.

## Futuro
Las autoridades polacas y la Unión Europea estudiaron la posibilidad de volver a abrir un paso en el mismo sitio donde se encontraba, debido a los abusos de las autoridades rusas en el estrecho de Baltiysk. El 17 de septiembre de 2022, fue inaugurado el canal artificial que une el puerto de Elbląg al mar Báltico. El canal atraviesa el cordón litoral del Vístula y tiene una longitud de 1,2 kilómetros.